# Joseph-François Bourgoing de Villefore
Joseph-François Bourgoing de Villefore, né le 24 décembre 1652 à Paris où il est mort le 2 décembre 1737, est un historien français.

## Biographie
Fils d’un juge à la monnaie, Bourgoing reçut une éducation soignée qui lui donna le goût de l’étude. Il vécut toujours dans la retraite, et ne rechercha ni les honneurs, ni les emplois. Il fut, quelques années, membre d’une communauté de gentilshommes, formée sur la paroisse de Saint-Sulpice, et où l’on s’appliquait aux pratiques de piété et aux bonnes œuvres. Il parait avoir quitté cette communauté par suite de son zèle pour des opinions fort contraires à celles qu’on y professait.
En 1706, l’Académie des inscriptions et belles-lettres l’admit dans son sein, mais il cessa d’en suivre les séances au bout de deux ans. Il occupait un petit appartement dans le cloitre Notre-Dame, et y partageait son temps entre la composition de ses ouvrages et la société d’un très petit nombre d’amis.
Ses ouvrages, dont plusieurs ont été réimprimés, sont : 
- Vie de saint Bernard, 1704, in-4° ;
- Vies des Saints Pères des déserts d’Orient, 1708, 2 vol. in-12 ;
- Vies des Saints Pères des déserts d’Occident, 1708, 2 vol. in-12 ;
- Vie de sainte Thérèse, 1712, in-4° ;
- Anecdotes ou Mémoires secrets sur la constitution Unigenitus, 3 vol. in-12, 1730, 1731 et 1733 ;Dressés sur le Journal de l’abbé Dorsanne, ces Mémoires à l’esprit de parti exagéré et aux détails prolixes, furent supprimées par un arrêt du conseil, du 26 janvier 1734. Lafitau, évêque de Sisteron, en fit une Réfutation, 1734, 2 vol. in-8°, qui fut également supprimée par arrêt du conseil.
- Vie de la duchesse de Longueville, 1738, in-12.Cet ouvrage est à peu près dans le même esprit que le précédent.

Villefore entreprit un grand nombre de traductions, entre autres de saint Augustin, les livres de la Doctrine chrétienne, de l’Ordre, du Libre Arbitre, de la Vie heureuse, contre les académiciens; les Lettres et les Sermons choisis de saint Bernard ; les Entretiens sur les orateurs, de Cicéron, et toutes les Oraisons du même. Toutes ces Traductions sont accompagnées de préfaces et de notes. Villefore a laissé quelques opuscules : une Vie d’Athénaïs, une Histoire de Zénobie et une Dissertation sur le goût, recueillies dans les Mémoires de Desmolets ; une Vie d’Octavie, dans le tome V des Œuvres de Saint-Real et, en manuscrit, une Vie de Claude Le Peletier, contrôleur des finances sous Louis XIV.

## Sources
- Louis Gabriel Michaud, Biographie universelle, t. 49, Paris, Michaud frères, 1827, p. 9-10.